# ゴーハイ太尉
ゴーハイ太尉（モンゴル語: ᠬᠣᠤᠬᠠᠢ
ᠳᠡᠶᠦ Qooqai dayu、中国語: 浩海達裕、? - 1399年）は、北元のエルベク・ハーンに仕えたオイラト部族連合の首長の一人で、チョロース部を支配していた。後にモンゴリア全域を支配下に置いたエセン・ハーンの曾祖父にあたる。モンゴル語での表記に従って、ゴーハイ・ダユウとも表記される。

## 概要
モンゴル年代記の一つ『蒙古源流』によると、ゴーハイ太尉は「オイラトのジャハ・ミンガン」の出で、「オイラトのケレヌート」のオゲチ・ハシハの部下であったという。
ある時、エルベク・ハーンが「雪のように肌が白く、血のように頬の赤い女性はいないものか」とゴーハイ太尉に尋ねた所、ゴーハイ太尉はエルベク・ハーンの弟のハルグチュク・ドゥーレン・テムル・ホンタイジの妻のオルジェイト妃子こそそのような美貌の持ち主です、と答えた。そこでエルベク・ハーンはゴーハイ太尉をオルジェイト妃子の下に派遣して自らの妻になるよう伝えさせたが、オルジェイト妃子は怒ってそのような道理に背く行為はできないと拒絶した。
これを聞いて怒ったエルベク・ハーンは弟のハルグチュクを待ち伏せして殺してしまい、オルジェイト妃子を力ずくで自らの妻とした。一連の功績でゴーハイ太尉は丞相（čingsang）の称号を授けられることになったが、ゴーハイ太尉を深く恨むオルジェイト妃子はその最中ゴーハイ太尉を陥れようと目論んだ。オルジェイト妃子はゴーハイ太尉を自らの家に招いて酔いつぶし、自らの体を傷つけてゴーハイ太尉が自身を襲ったように見せかけた。この様子を見たエルベク・ハーンは激怒し、逃げ出したゴーハイ太尉を追いかけて殺してしまった。
エルベク・ハーンがゴーハイ太尉の背の皮を剥がしてオルジェイト妃子の下に帰ると、オルジェイト妃子は皮の脂を舐めて一連の事件はゴーハイ太尉に復讐を果たすため自身が仕掛けた謀略であることを伝え、我が身をどうとでもせよと迫った。しかしオルジェイト妃子の色香に迷ったエルベク・ハーンはオルジェイト妃子を処罰することができず、また「不当にゴーハイ太尉を殺してしまった」と反省し、ゴーハイ太尉の息子のバトラ丞相に自らの娘のサムル公主を娶せ、ドルベン・オイラト（オイラト部族連合）を率いさせた。しかし、このようなバトラ丞相の優遇にオゲチ・ハシハは怒り、最終的にオゲチ・ハシハの手によってエルベク・ハーンは殺されてしまった。
いっぽう、もう一つのモンゴル年代記『アルタン・トプチ』は『蒙古源流』とよく似た物語を伝えつつも、エルベク・ハーンを殺したのはオゲチ・ハシハとバトラ丞相の二人である、サムル公主が登場しないといった、『蒙古源流』とは異なる記述をしている。著者不明『アルタン・トプチ』の方が『蒙古源流』よりも成立年代が古いこと、『蒙古源流』は複数の伝承を掛け合わせた痕跡があることなどから、実際には『アルタン・トプチ』の方が物語の原型に近いのではないかと推測されている。
ブヤンデルゲルはエルベク・ハーンを巡る一連の抗争を親アリクブケ家派のケレヌート（オゲチ・ハシハ、エセク）と親クビライ家派のチョロース（ゴーハイ太尉、バトラ丞相）の抗争と捉え、ゴーハイ太尉の擁立したエルベク・ハーン（クビライ家）の存在に不満を覚えたオゲチ・ハシハがエルベク・ハーンを殺害してアリクブケ家のクン・テムルを擁立したのだと解釈した。

## オイラト・チョロース首領の家系
1. ゴーハイ太尉（Γooqai dayu）
2. バトラ丞相/順寧王マフムード（Batula čingsang／順寧王馬哈木、Maḥmūd）
3. トゴン太師（Toγon Tayisi／太師順寧王脱歓、Toγon）
4. エセン太師/エセン・ハーン（Esen Qaγan／太師淮王中書右丞相也先、Esen）
5. オシュ・テムル太師（Öštömöi dar-xan noon／瓦剌太師阿失帖木児、Öštemür）
6. ケシク・オロク（Kešiq öröq／瓦剌虜酋克失、Kešiq）